# Station Dégagnac
Station Dégagnac is een spoorwegstation in de Franse gemeente Dégagnac.